# 富山田地方駅
富山田地方駅（とやまでんじがたえき）は、かつて富山県富山市千歳町にあった富山地方鉄道本線の廃駅である。
当駅を含む電鉄富山駅 - 稲荷町駅間は現在では本線の複線区間だが、当駅廃止直前の1969年（昭和44年）4月1日までは本線と立山線との単線並列扱いであり、富山田地方駅は本線側の線路にのみプラットホームが設置されていた。

## 歴史

### 概要
当駅は1931年（昭和6年）8月15日に富山電気鉄道線当駅 - 上市駅間及び寺田駅 - 五百石駅間開業と同時に開業した。開業当時には当駅 - 富山駅間が未だ工事中であったため、同社線の始発駅としての開業であった。同年10月3日には当駅 - 電鉄富山駅が開業し、途中駅になっている。既に当駅周辺には富岩鉄道の富山口駅や富山市営軌道の東田地方停留場が開業しており、各路線の乗換客が多くあったといわれる。
しかるに昭和40年代において当駅の利用者数が最盛期に比して半減していたこと、北陸本線及び富山港線を含めた東田地方踏切の立体交差化計画の浮上、電鉄富山駅改良計画に伴う移設によって更に駅間距離が短くなると予想されたことなどから、当時富山地方鉄道が進めていた駅廃止計画の候補として真っ先に挙げられ、これにより1969年（昭和44年）4月15日をもって廃止となった。

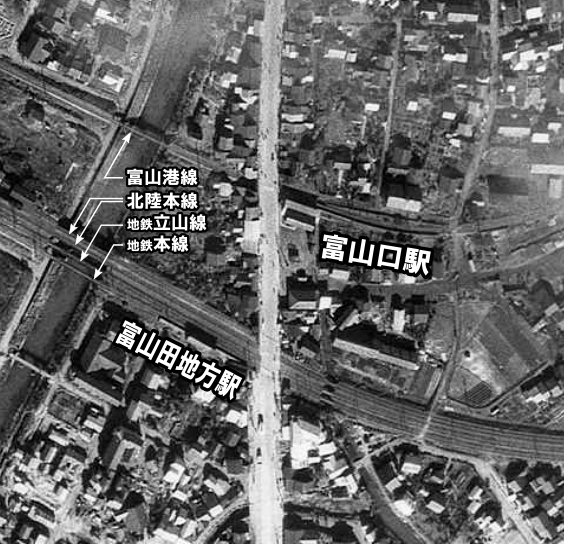
富山田地方駅と富山口駅の位置関係（1952年）。 富山田地方駅は本線と立山線の単線並列上にある本線単独駅。 軌道線東田地方停留場は1944年より休止中（復活せず廃止）。 帰属：国土交通省「国土画像情報（カラー空中写真）」 配布元：国土地理院地図・空中写真閲覧サービス

### 年表

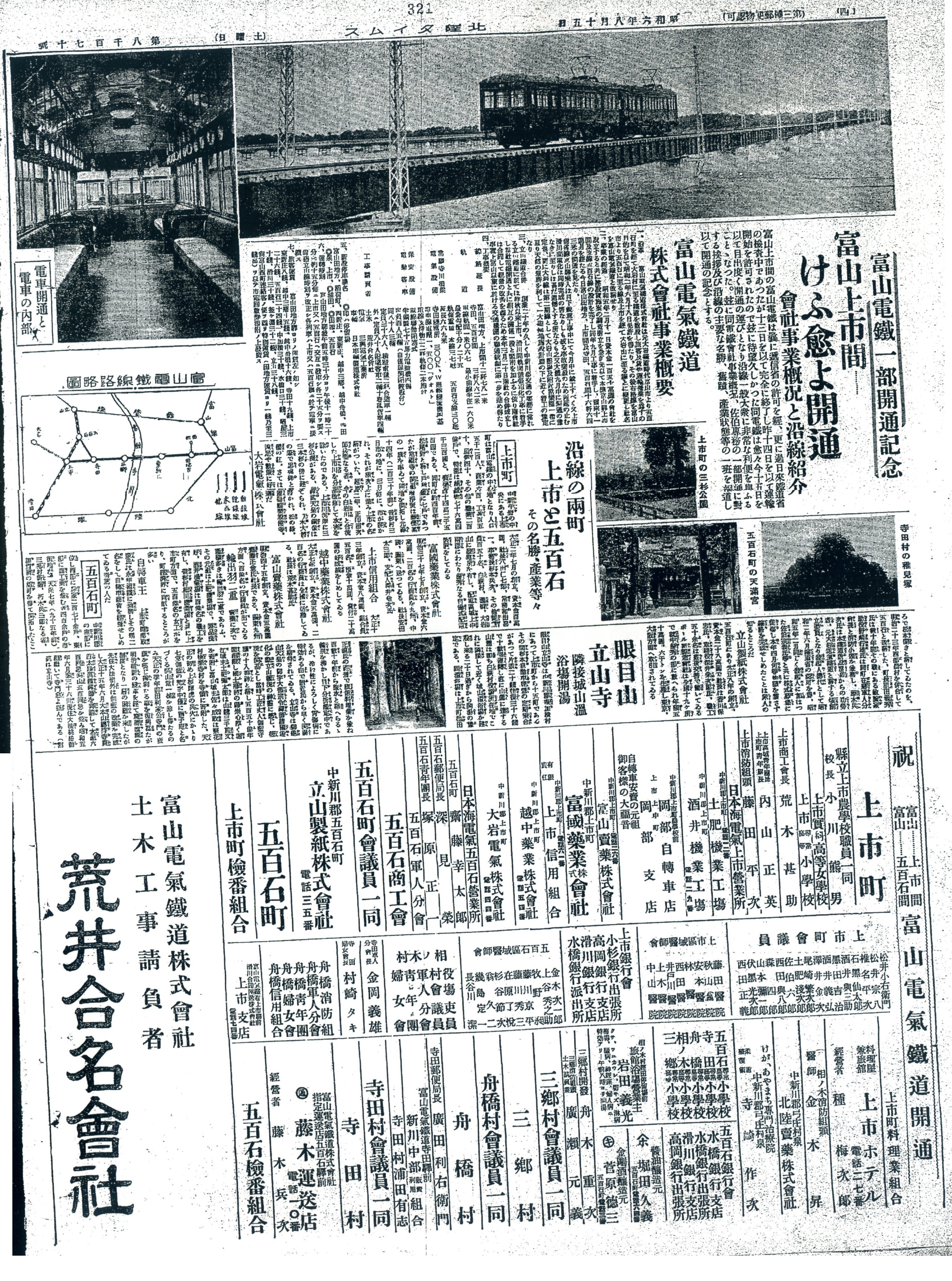
富山電気鉄道線富山田地方駅 - 上市駅間及び寺田駅 - 五百石駅間開業当時の新聞

- 1927年（昭和2年）6月18日：大岩鉄道（後の富山電気鉄道）が富山市東田地方より中新川郡大岩村の鉄道敷設免許を受ける[7]。
- 1930年（昭和5年）1月30日：大岩鉄道が既存免許の起点を富山駅に変更し、経由地を中新川郡上市町として、更に中新川郡三郷村及び中新川郡五百石町方面に支線を敷設する免許変更申請の認可を受ける[8]。
- 1931年（昭和6年）
  - 8月15日：富山電気鉄道当駅 - 上市間開通に伴い開業[1]。
  - 10月3日：当駅 - 電鉄富山駅間が開業[3]。
- 1943年（昭和18年）1月1日：富山電気鉄道が富山地方鉄道となり、当駅は富山地方鉄道本線所属駅となる[8]。
- 1968年（昭和43年）10月24日：熊野富山地方鉄道副社長が富山商工会議所常議員会において当駅の廃止方針を表明する[6]。
- 1969年（昭和44年）4月15日：利用者の減少により廃止[8]。

## 隣の駅
富山地方鉄道
本線
電鉄富山駅 - 富山田地方駅 - 稲荷町駅